# St. Marie Peak
Der St. Maire Peak ist ein 100 m hoher Berg im ostantarktischen Viktorialand. Er ragt am nördlichen Ende von Foyn Island in der Gruppe der Possession Islands auf.
Der United States Geological Survey kartierte ihn anhand eigener Vermessungen und Luftaufnahmen der United States Navy aus den Jahren von 1958 bis 1963. Das Advisory Committee on Antarctic Names benannte ihn im Jahr 1969 nach Lieutenant Commander John W. St. Marie, Kopilot bei einem Flug der Navy-Flugstaffel VX-6 am 18. Januar 1958, bei dem die Possession Islands und dieser Berg fotografiert wurden.